# Gasteracantha doriae
Gasteracantha doriae är en spindelart som beskrevs av Simon 1877. Gasteracantha doriae ingår i släktet Gasteracantha och familjen hjulspindlar. Inga underarter finns listade i Catalogue of Life.